# Цветков, Алексей Сергеевич (хоккеист)
Алексей Сергеевич Цветков (28 августа 1981, Рыбинск, СССР) — российский хоккеист, центральный нападающий. Президент хоккейного клуба «Полёт».

## Биография
Воспитанник череповецкой «Северстали». Начал в клубе профессиональную карьеру в 1999 году. В 2000 году подписал контракт со СКА, где выступал до 2004 года, после чего, проведя два матча в составе «Салавата Юлаева», подписал контракт с клубом Высшей лиги ХК МВД. В 2005 году ХК МВД дебютировал в Суперлиге, а в 2010 году Цветков вместе с клубом завоевал серебряные награды чемпионата КХЛ, став также лучшим бомбардиром своей команды в плей-офф. За время своего выступления в клубе стал рекордсменом команды по числу сыгранных матчей и набранных очков. Перед сезоном 2010/11 вернулся в Череповец, где набрал 34 (9+25) очков в 51 проведённых матчах.
После окончания сезона 2011/12 перешёл в московское «Динамо», которое стало обладателем Кубка Гагарина, победив в финале челябинский «Трактор». Гол Цветкова в овертайме оказался решающим.
В 2017 году получил статус неограниченного свободного агента и подписал контракт с ХК «Сочи».
В июле 2019 года официально завершил карьеру.

## Достижения
- Серебряный призёр КХЛ 2010.
- Обладатель Кубка Гагарина 2013

## Статистика
| Легенда | Легенда                    | Легенда | Легенда                   | Легенда | Легенда    |
| ------- | -------------------------- | ------- | ------------------------- | ------- | ---------- |
| И       | Количество проведённых игр | Штр     | Штрафное время            | +/−     | Плюс-минус |
| Г       | Голы                       | П       | Голевые передачи          | О       | Очки       |
| -       | Статистика неизвестна      | —       | Статистика не учитывалась |         |            |